# Cropia ruthaea
Cropia ruthaea là một loài bướm đêm trong họ Noctuidae.